# Сергеевка (Шевченковский район)
Сергеевка (укр. Сергіївка) — село,
Великохуторский сельский совет,
Шевченковский район,
Харьковская область, Украина.
Село ликвидировано в ? году.

## Географическое положение
Село Сергеевка находится на правом берегу реки Сухома,
выше по течению примыкает село Михайловка,
ниже по течению на расстоянии в 3,5 км расположено село Аркадевка,
на противоположном берегу — село Раздольное.

## История
- ? — село ликвидировано.